# Mercury Cougar
Der Mercury Cougar war ein Pkw, der von Herbst 1967 bis Sommer 2002 von Mercury, einer Marke der Ford Motor Company, in Nordamerika gebaut wurde. In dieser Zeit gab es eine Reihe von Modellgenerationen, die unterschiedlichen Marktsegmenten angehörten. Der Name leitet sich vom Cougar, dem in Nord-, Mittel und Südamerika beheimateten Puma auch Berglöwen, engl. Cougar ab.
Die Modellbezeichnung Cougar, die eine gewisse Etablierung durch das erste Modell erlangt hatte und ein Gegenstück zum Ford Mustang war, wurde in den 1970er- und 1980er-Jahren zum Gegenstand eines Badge Shifting-Prozesses, d. h. der Übertragung einer Modellbezeichnung auf Fahrzeuge unterschiedlicher Klassen. So war der Cougar, nachdem er anfänglich ein Sportcoupé („Pony-Car“) gewesen war, von 1976 bis 1982 eine in zwei Generationen produzierte Mittelklasselimousine und als Mercury Cougar XR-7 bis in die 1990er-Jahre hinein ein luxuriöses Coupé („Personal Luxury Car“), das ein Gegenstück zum Ford Thunderbird war. Von 1998 bis 2002 trug schließlich ein etwas kleineres Coupé auf Basis des Mercury Mystique bzw. des Ford Contour auf dem europäischen Markt die Bezeichnung Ford Cougar.

## 1. Generation (1967–1970)

### Modelljahr 1967–1968
Der 1964 vorgestellte Ford Mustang war ein Verkaufserfolg, der zeigte, wie beträchtlich die Marktchancen für sportlich aufgemachte Autos in Amerika waren. General Motors, der größte amerikanische Autokonzern, bediente diesen Trend zweieinhalb Jahre später mit dem im Herbst 1966 vorgestellten Chevrolet Camaro als Konkurrenzmodell. Da vorauszusehen war, dass sich durch den Camaro die Verkaufszahlen des Mustang verringern würden, plante Ford einen Schritt voraus und brachte gleichzeitig mit dem Camaro den Mercury Cougar heraus. Die erste Generation des Cougar zählte ebenfalls zu den Pony-Cars. Konzipiert war dieser als luxuriösere Variante des Mustang, auf dem er auch basierte, für Kunden, die ein sportliches Auto fahren wollten, gleichzeitig aber höhere Ansprüche an Komfort und Exklusivität stellen.
Den Cougar gab es in der Basisversion, als sportlichere GT-Variante sowie als sportlichen und luxuriös ausgestatteten XR-7. Der Basispreis des Cougars betrug USD 2854 und damit USD 284 mehr als der eines Mustang Coupé. Ein vollausgestatteter XR-7 kostete bereits USD 4500, was im Wesentlichen dem Grundpreis das Ford Thunderbird entsprach.
Entwickelt wurde er unter dem Codenamen T-7. Die erste Generation des Cougar teilt seine Plattform mit dem 1967er Ford Mustang. Der Cougar hatte einen um rund 76 mm längeren Radstand als der Mustang. Beide Fahrzeuge nutzten den Antriebsstrang vom Ford Falcon.
Den Cougar gab es deshalb nur mit V8-Motoren von 4700 cm³ bis 6400 cm³, während der Mustang auch mit Sechszylinder-Motoren erhältlich war. Zum Modelljahr 1968 erhielt der Cougar geringfügige Änderungen (seitliche Blinker) und stärkere Motoren (von 5,8 bis 7,0 Liter Hubraum).
Die Konzeption des Cougar erwies sich als erfolgreich, auch hinsichtlich der Verkaufszahlen. Allerdings brachte General Motors bereits im Frühjahr 1967 den Pontiac Firebird heraus, der in der Modellpalette von General Motors zum Chevrolet Camaro ähnlich aufgestellt war wie der Cougar zum Mustang.

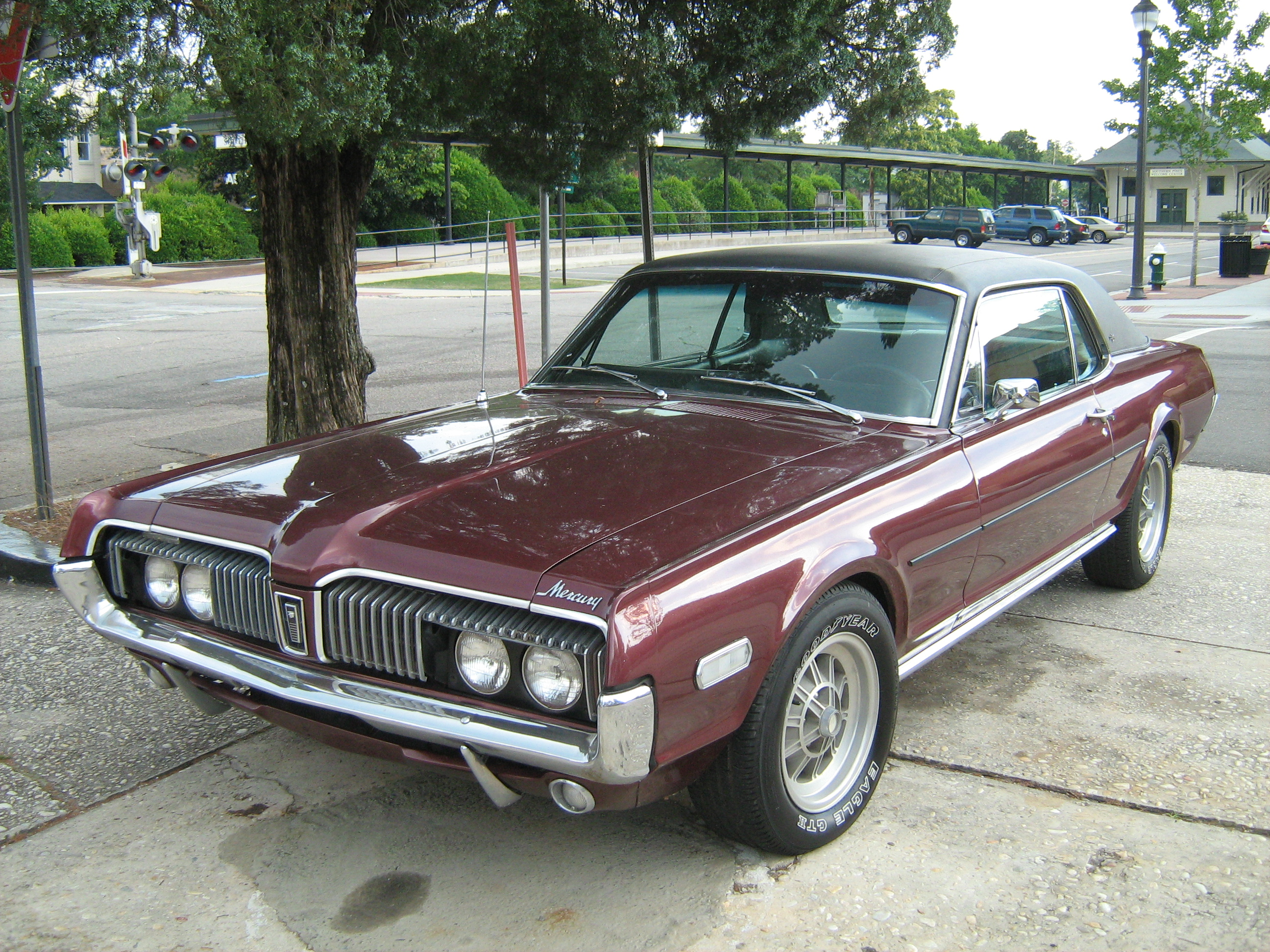
Mercury Cougar XR-7, 1968
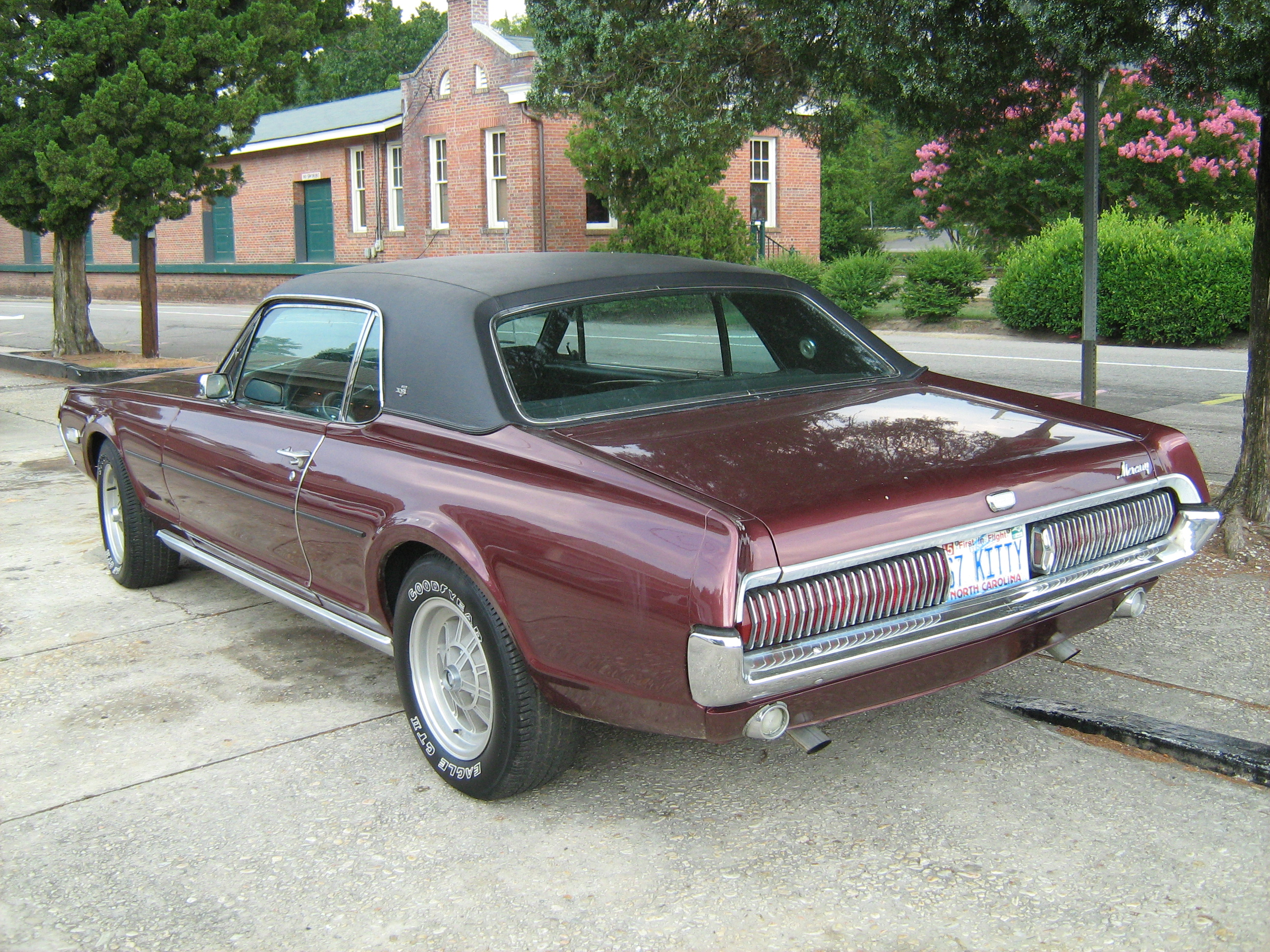
Heckansicht

#### Stückzahlen (Modelljahre)
- 1967: 150.893
  - 2-door Hardtop (65A): 116.289;
  - 2-door Hardtop XR-7 (65B): 27.209;
  - 2-door Hardtop (65C): 7.395
- 1968: 113.726
  - 2-door Hardtop (65A): 78.359;
  - 2-door Hardtop XR-7 (65B): 32.709;
  - 2-door Hardtop (65C): 2.673

Quelle: cougarclub.org

### Modelljahr 1969–1970
Mit der Überarbeitung der 1. Generation ab 1969 wuchs die Karosserie deutlich und der Cougar war auch als Cabrio lieferbar. Der Coke-Bottle Hüftschwung war viel markanter ausgeführt und die Radhäuser nicht mehr rund, dem Rad folgend, sondern weiter ausladend. Die Zierleisten des Kühlergrills samt den Klappen, hinter denen sich die Frontscheinwerfern verbargen (engl. Hideaway Headlights), wurden ab 1969 waagerecht ausgeführt und die Rückleuchten überarbeitet. 1970 erhielt der Cougar ein weiteres Facelift und das Cougargesicht eine markantere „Nase“. Der Cougar war damit am Markt weiterhin konkurrenzfähig.

#### Stückzahlen (Modelljahre)
- 1969: 100.069
  - 2-door Hardtop (65A): 64.735;
  - 2-door Hardtop XR-7 (65B): 23.914;
  - 2-door Hardtop (65C): 1.616;
  - 2-door Convertible (76A): 5.706;
  - 2-door Convertible XR-7 (76B): 4.024
- 1970: 72.343
  - 2-door Hardtop (65A): 49.479;
  - 2-door Hardtop XR-7 (65B): 18.567;
  - 2-door Convertible (76A): 2.322;
  - 2-door Convertible XR-7 (76B): 1.997

Quelle: cougarclub.org

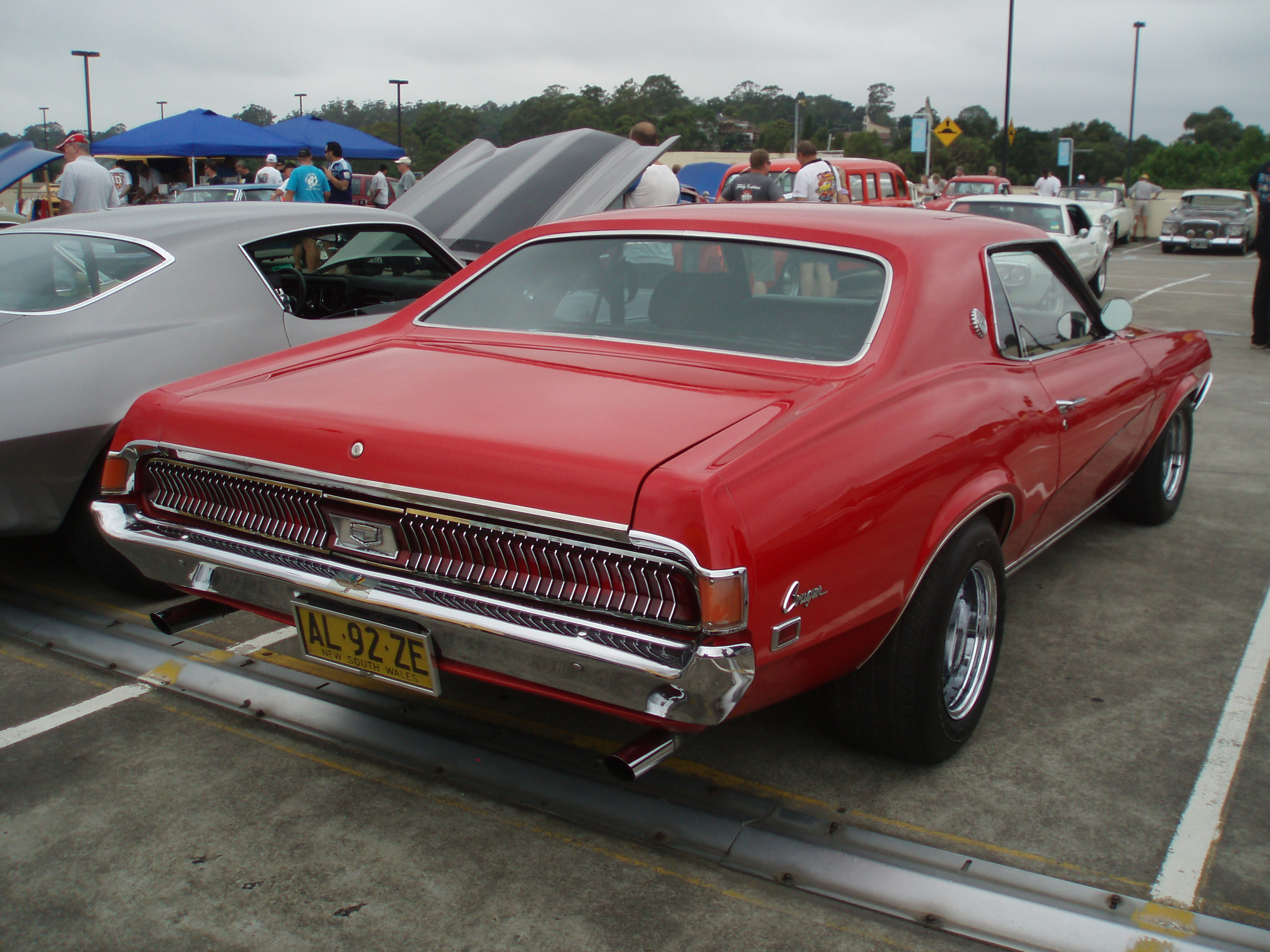
1969 Mercury Cougar Heckansicht
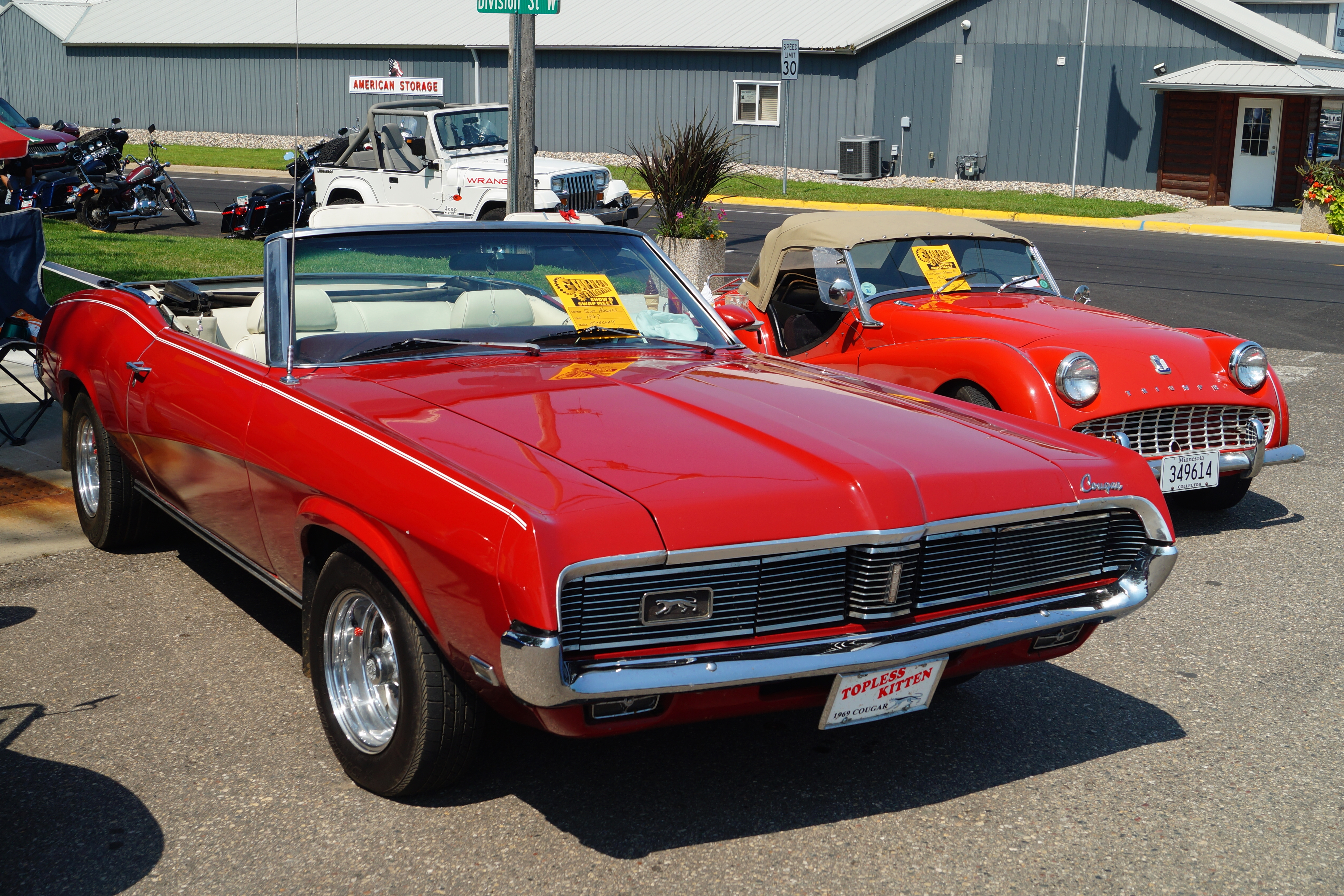
1969 Mercury Cougar Cabriolet
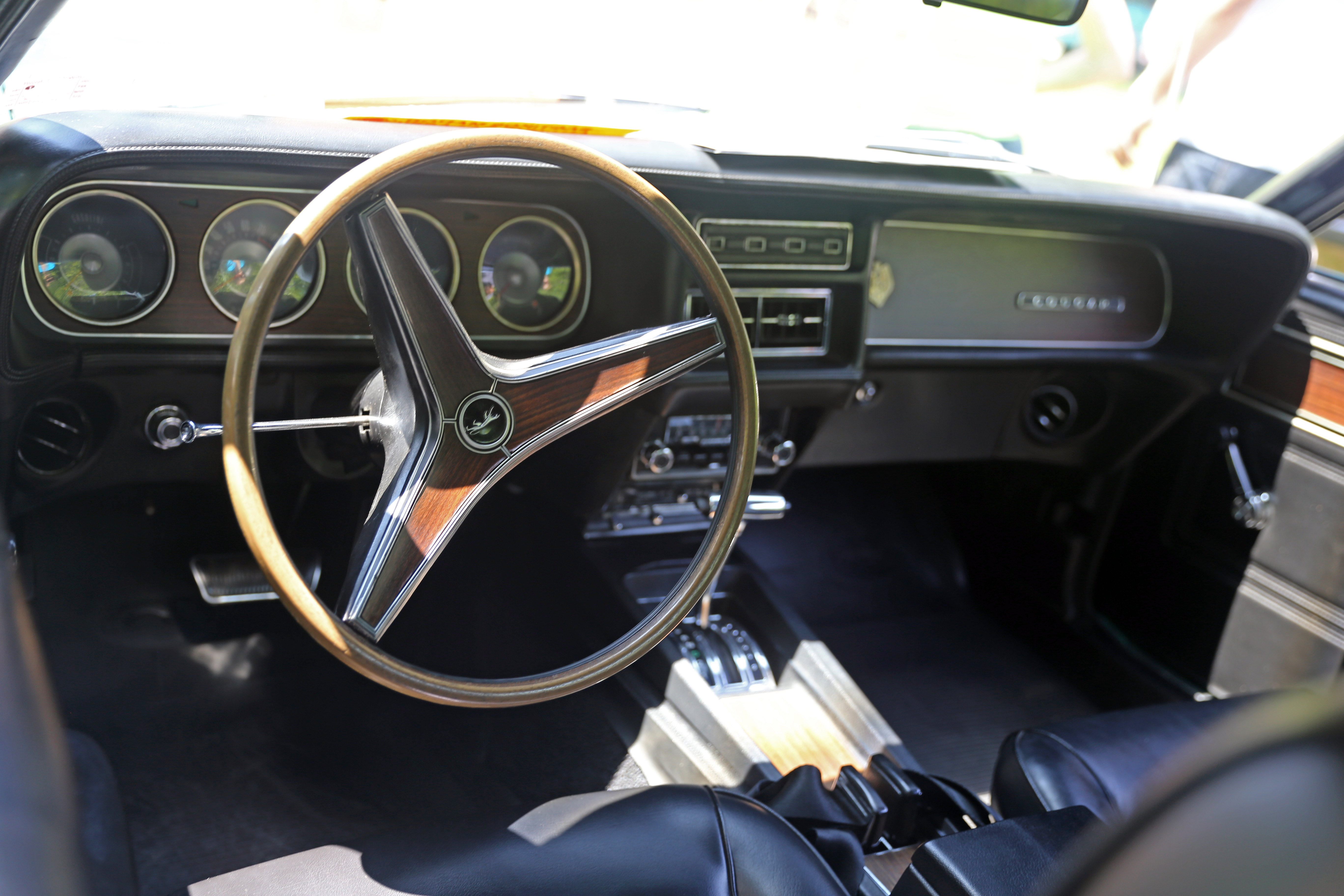
1969 Mercury Cougar Armaturenbrett

## 2. Generation (1971–1973)
Im Herbst 1970 erhielt der Cougar zum Modelljahr 1971 eine vollständig neue, über 5 Meter lange Karosserie und war weiterhin als Coupé und Cabriolet erhältlich. Die Dachlinie teilte er sich jedoch auch in dieser Generation mit dem Mustang Coupé. Auf Grund seiner Abmessungen und dem zu erwartenden Ende der Pony-Car-Ära, wurde der Cougar der zweiten Generation im Markt neu platziert. So trat er gegen die zahlreichen GM Coupés der A-Plattform an und galt als direkte Konkurrenz zum Oldsmobile Cutlass Supreme.
Ab 1970 sanken die Verkaufszahlen des Ford Mustang, da die Attraktivität der Pony Cars generell nachließ. Davon war auch der Cougar betroffen. 1973 wurde der Mustang in der bisherigen Form eingestellt und durch das wesentlich kleinere Modell Mustang II ersetzt. Auch der Cougar musste danach in der Modellpalette von Mercury neu definiert werden.
Die Modellreihe war mit Scheiben- und Trommelbremsen vorne und hinten ausgestattet, ab 1973 wurde der Bremskraftverstärker zum Standard.
Die zweite Generation war die letzte vom Ford Mustang abgeleitete Version und die letzte Version, die als Cabrio angeboten wurde. Ein hellblau/weißes 1973er Cougar XR-7 Cabriolet war das „letzte“ Cabriolet, das von der Ford Motor Company gebaut wurde, da die amerikanischen Hersteller die Montage von Cabrios in den 1970er Jahren in Erwartung erhöhter Überschlagsicherheitsstandards einstellten.

### Stückzahlen (Modelljahre)
- 1971: 62.864
  - 2-door Hardtop (65D): 34.008;
  - 2-door Hardtop XR-7 (65F): 25.417;
  - 2-door Convertible (76D): 1.722;
  - 2-door Convertible XR-7 (76F): 1.717
- 1972: 53.702
  - 2-door Hardtop (65D): 23.731;
  - 2-door Hardtop XR-7 (65F): 26.802;
  - 2-door Convertible (76D): 1.240;
  - 2-door Convertible XR-7 (76F): 1.929
- 1973: 60.629
  - 2-door Hardtop (65D): 21.069;
  - 2-door Hardtop XR-7 (65F): 35.110;
  - 2-door Convertible (76D): 1.284;
  - 2-door Convertible XR-7 (76F): 3.166

Quelle: cougarclub.org

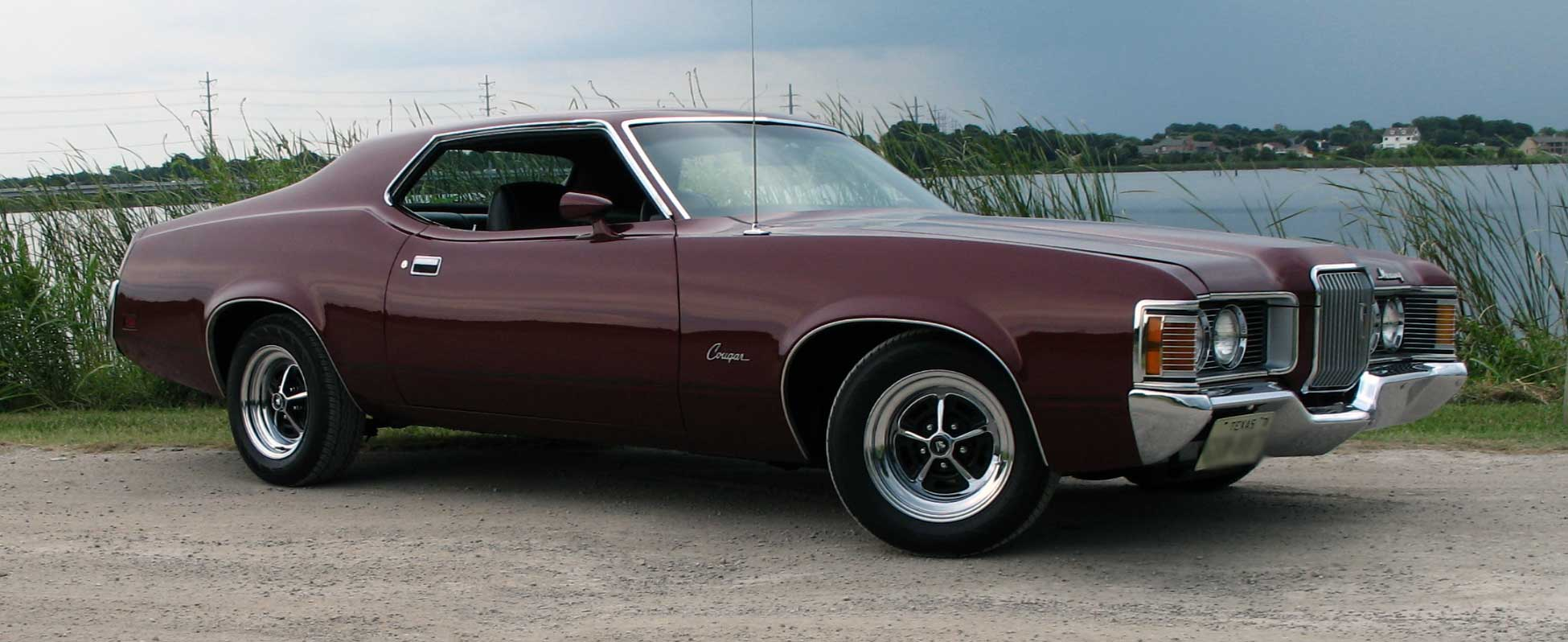
1971 Mercury Cougar
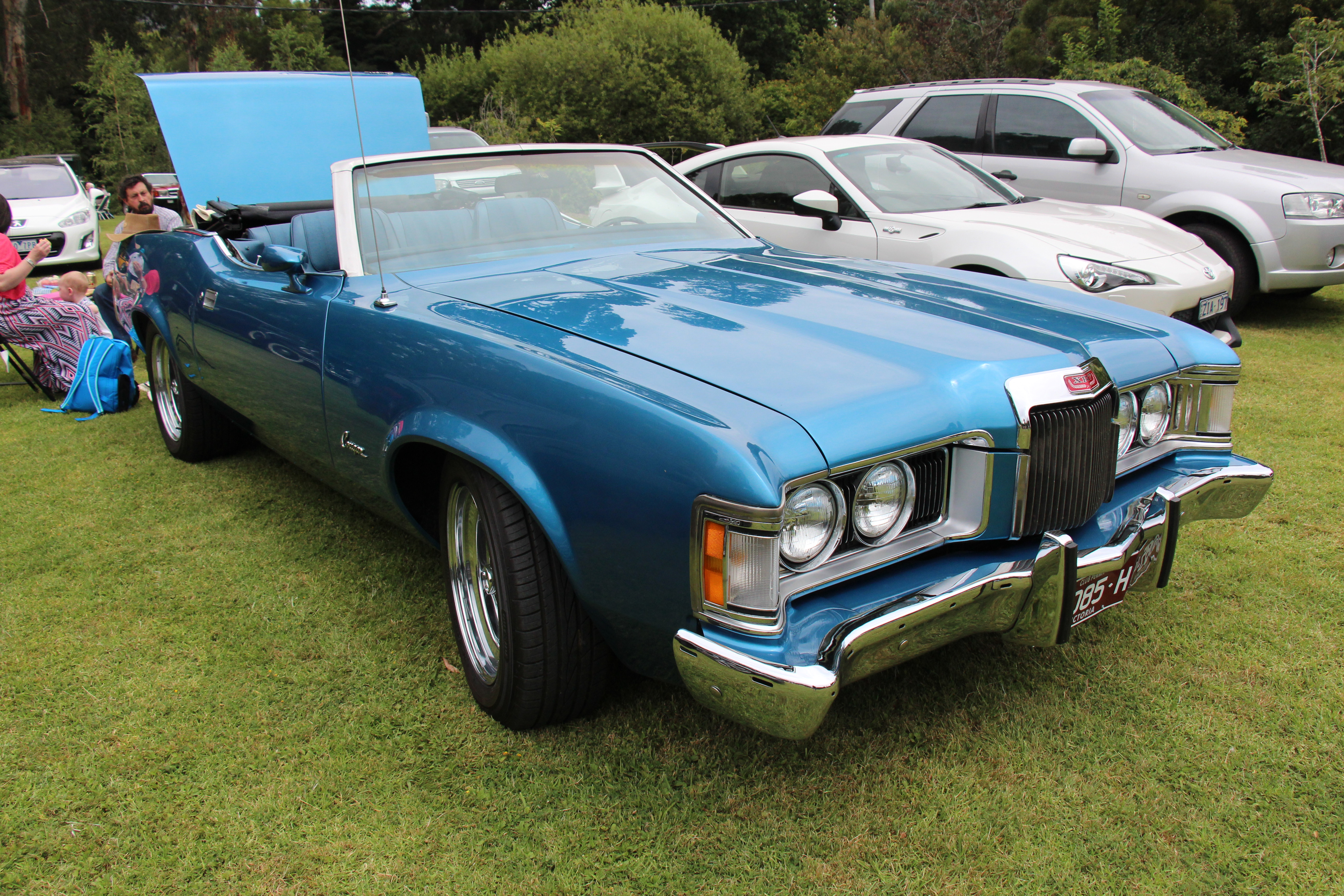
1973 Mercury Cougar Cabriolet
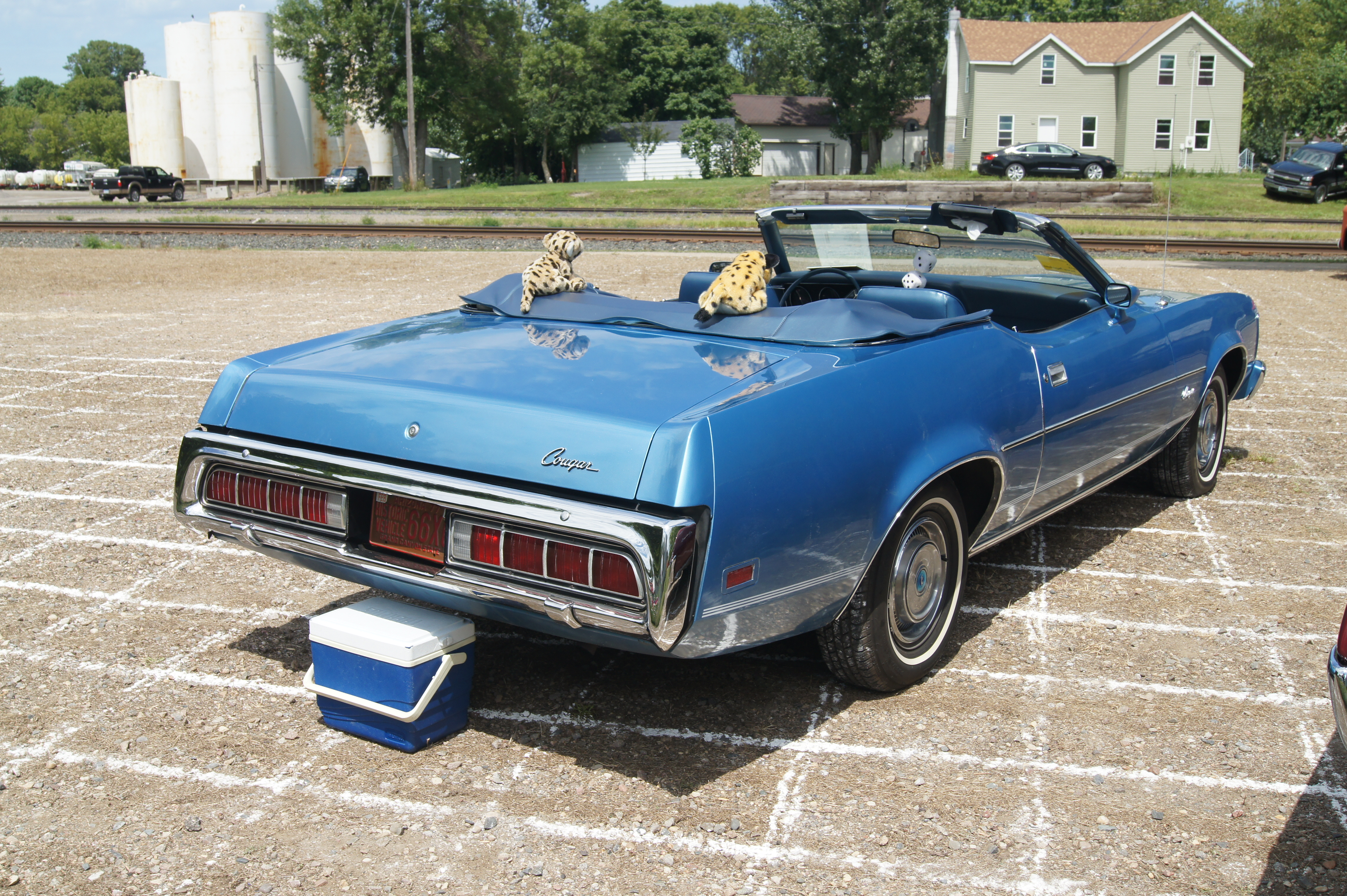
1973 Mercury Cougar Cabriolet Heckansicht

## 3. Generation XR-7 (1974–1976)
Mercury vollzog die Verkleinerung des Mustang nicht nach. Die Mercury Division bot daher ab 1974 keine eigene Version des Mustang II mehr an; die Rolle des Mustang-Pendants übernahm stattdessen der Mercury Capri, eine amerikanisierte Version des in Deutschland hergestellten Ford Capri II.
Der Cougar wurde für das Modelljahr 1974 neu positioniert. Anstelle des bisherigen sportlichen Coupés wurde aus dem Cougar nun ein Modell der Personal-Luxury-Klasse, in der die Betonung auf Komfort lag.
Zugleich änderte sich die Modellbezeichnung, denn von 1974 bis 1976 hießen die Fahrzeuge ausnahmslos Cougar XR-7. Der Begriff XR-7, der in den Jahren zuvor lediglich eine bestimmte Ausstattungsvariante bezeichnet hatte, wurde damit zum festen Bestandteil der Modellbezeichnung.
In technischer Hinsicht war der Cougar XR-7 ab 1974 eng mit den Mittelklassemodellen des Ford-Konzerns verwandt. Er basierte nun auf dem Montego-Coupé, das seinerseits die Mercury-Version des Ford Torino war. Sein Parallelmodell bei Ford war der Ford Elite. Die Konkurrenz von General Motors bildeten jetzt die Modelle Chevrolet Monte Carlo und Pontiac Grand Prix, zudem trat er gegen den Chrysler Cordoba und dessen Zwilling Dodge Charger SE an.
Die Vorstellung des Cougar erfolgte kurz vor Ausbruch der ersten Ölkrise. Ungeachtet der aus ihr resultierenden Benzinknappheit und dem aufkommenden Interesse amerikanischer Käufer an kleinen, verbrauchsreduzierten Modellen erreichte der große und schwere Cougar dieser Modellgeneration beachtliche Verkaufszahlen, während der kleine Mustang II den Geschmack des amerikanischen Publikums nicht getroffen hatte.
Vom Cougar dieser Generation wurden insgesamt 299.050 Stück hergestellt.
Ab dem Modelljahr 1977 wurde die Modellbezeichnung Cougar auf Mercurys Mittelklasse übertragen, die zuvor die Bezeichnung Montego geführt hatte. Von dem neuen Cougar gab es also Limousinen, Coupés und Kombiwagen. Die Rolle des bisherigen Cougar als exklusives Luxuscoupé, übernahm ab 1977 der Mercury Cougar XR-7. Er war in den Jahren 1977 bis 1982 Mercurys Pendant zum Ford Thunderbird.

## 4. Generation (1977–1979)
Mit dem im Herbst 1976 vollzogenen Modellwechsel erhielten die Ford-Mittelklassewagen nicht nur neue Karosserien, auch die Modellbezeichnungen wurden gehörig durcheinandergewirbelt. Aus dem Ford Torino wurde der LTD II; der Thunderbird wurde erheblich verkleinert und machte damit den Elite überflüssig.
Bei Mercury wurde der Name „Montego“ aufgegeben. Die ganze Baureihe hieß jetzt Cougar, also außer dem Coupé auch die Limousine und der Kombi. Der bisherige Cougar, die luxuriöse Coupé-Variante, hieß ab dem Modelljahr 1977 Cougar XR-7.
Die dritte Serie des Cougar war eine stilistisch geringfügig überarbeitete Version des Ford LTD II. Technik, Antrieb und Karosseriekonzept entsprachen dem LTD II, lediglich die Front- und die Heckpartie war neu gestaltet worden. So hatte der Cougar vier nebeneinander angeordnete rechteckige Scheinwerfer, während die Leuchten des LTD II jeweils senkrecht übereinander standen. Entgegen der üblichen Praxis der 1970er Jahre war der Cougar gegenüber seinem Vorgänger Montego nicht verkleinert worden, nach wie vor war der Wagen weit über 5 Meter lang und besaß ausschließlich Achtzylindermotoren mit einem Hubraum von mindestens 4942 cm³.
An der Größe des Wagens gab es Kritik, dass sie nicht mehr zeitgemäß sei. Dennoch verkaufte sich der Cougar in beachtlichen Stückzahlen. Allerdings wurde diese Baureihe nur drei Jahre lang gebaut. Danach ließ sich der Trend zur Verkleinerung der amerikanischen Autos nicht mehr aufhalten.
Nur im Modelljahr 1977 wurde die Kombiversion mit der Bezeichnung Cougar Villager produziert. Abweichend von der Limousine und dem Coupé hatte der Kombi einen Hüftschwung, der sich ab der Hecktür bis hin zum hinteren Seitenfenster zog. Dieses Merkmal hatten auch die LTD II-Kombis der Schwestermarke Ford. Es wurde unverändert von dem Vorgängermodell, dem Ford Torino Kombi, übernommen. Den Villager gab es wie alle anderen Modelle auch in verschiedenen Ausstattungsversionen, darunter auch als Brougham. Als Motorisierung diente serienmäßig ein 5,8 Liter (351 Kubikzoll) großer Achtzylindermotor mit Doppelvergaser, wahlweise war eine 6,6-Liter-Version (400 Kubikzoll) erhältlich. Die Produktion des Villager belief sich auf nur 8569 Stück. Der Preis war etwas höher als die Limousinenversion und lag bei 5363 US-$.
Von dieser Cougar-Modellgeneration wurden in Summe 554.907 Stück hergestellt, davon 455.023 XR-7.

## 5. Generation (1980–1982)

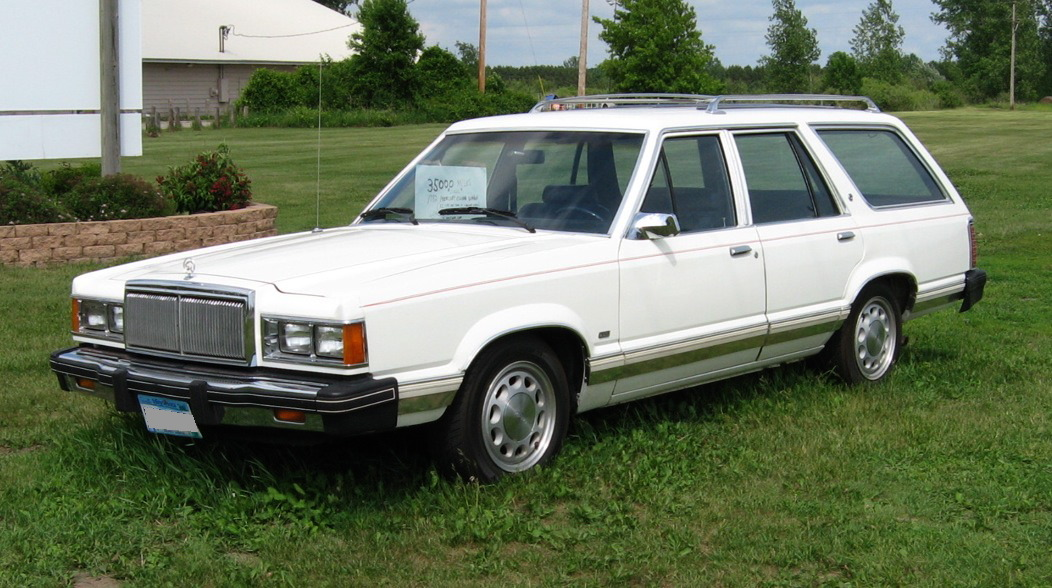
Mercury Cougar Wagon (1980–1982)

Ende 1979 wurden der Ford LTD II und die Cougar-Limousine ersatzlos aufgegeben. Nur der Thunderbird und das Cougar-Coupé erhielten einen Modellwechsel. Das neue Modell war erheblich verkleinert und basierte auf dem Ford Fairmont, der im amerikanischen Ford-Modellprogramm die untere Mittelklasse bediente.
Die Karosserie war kantig und wenig spektakulär, die Motoren enttäuschend leistungsschwach. Zwar gab es noch V8-Motoren mit einem Hubraum von 4200 und 5000 cm³, doch leisteten diese maximal 110 kW (150 PS). Darunter gab es einen aus dem Fairmont übernommenen altmodischen Sechszylinder-Reihenmotor, der aus 3300 cm³ 66 kW (90 PS) herausholte.
Diese Baureihe konnte die bisherige Kundschaft von Thunderbird und Cougar nicht begeistern. Rückläufige Verkaufszahlen waren die Folge.
1980 wurde das Angebot wieder um eine Limousine und einen Kombi ergänzt. Diese waren die Mercury-Version des amerikanischen Ford Granada der zweiten Generation, also die Nachfolger des bisherigen Mercury Monarch. Dieses Modell bot den ersten Vierzylinder-Motor, der je in einem Cougar angeboten wurde. Es war der 2300 cm³ große „Pinto“-Motor, der auch in Europa in die Modelle Taunus und Granada eingebaut wurde.
Auch die Cougar-Limousine war kein Verkaufserfolg. 1982 wurde diese Baureihe, die einen Tiefpunkt in der Geschichte des Cougar darstellt, eingestellt.
Vom erstmals verkleinerten Cougar wurden in drei Jahren 169.120 Stück gebaut, davon 112.170 XR-7.

## 6. Generation (1983–1988)
Zum Modelljahr 1983 wurde der Cougar erneut neu positioniert. Nun deckte die Reihe nicht mehr den Markt der Mittelklasse-Limousinen ab, sondern wurde aufgewertet. Unter dem Namen Cougar wurde künftig die Mercury-Version des neuen Ford Thunderbird verkauft, die zudem technische Ähnlichkeit mit dem Lincoln Continental Mark VII hatte.
Der Cougar erschien im Februar 1983. Er basierte wie der Thunderbird auf der 1977 mit dem Ford Fairmont eingeführten sogenannten Fox-Plattform (Foxbody) mit Hinterradantrieb (auf der etwa auch der Mustang basierte), seine Karosserie unterschied sich jedoch erheblich vom Thunderbird. Wesentliches Unterscheidungsmerkmal war eine andere Frontpartie und ein Dach mit breiter, steil stehender C-Säule, genannt „Formal Roof“.
Der als Basismodell und als reichhaltiger ausgestattetes LS-Modell lieferbare Cougar wurde von einem 3,8-Liter-V6 oder einem eingespritzten 4,9-Liter-V8 angetrieben und erwies sich von den Stückzahlen her als wesentlich erfolgreicher als sein direkter Vorgänger. Ab Modelljahr 1984 war der Cougar auch mit turbogeladenem 2,3-Liter-Vierzylinder lieferbar. 1985 erfolgte ein kleines Facelift mit neuem, Mercedes-ähnlichem Kühlergrill.
Im Herbst 1986 erfolgte zum Modelljahr 1987 ein weiteres Facelift, das an einem erneut geänderten Grill und bündig mit der Karosserie abschließenden Scheinwerfern erkennbar war. Zugleich entfiel der Turbomotor. 1988 erhielt der V6 eine Ausgleichswelle und mehr Leistung.
Vom Cougar dieser Generation wurden in knapp sechs Jahren 683.804 Stück verkauft.

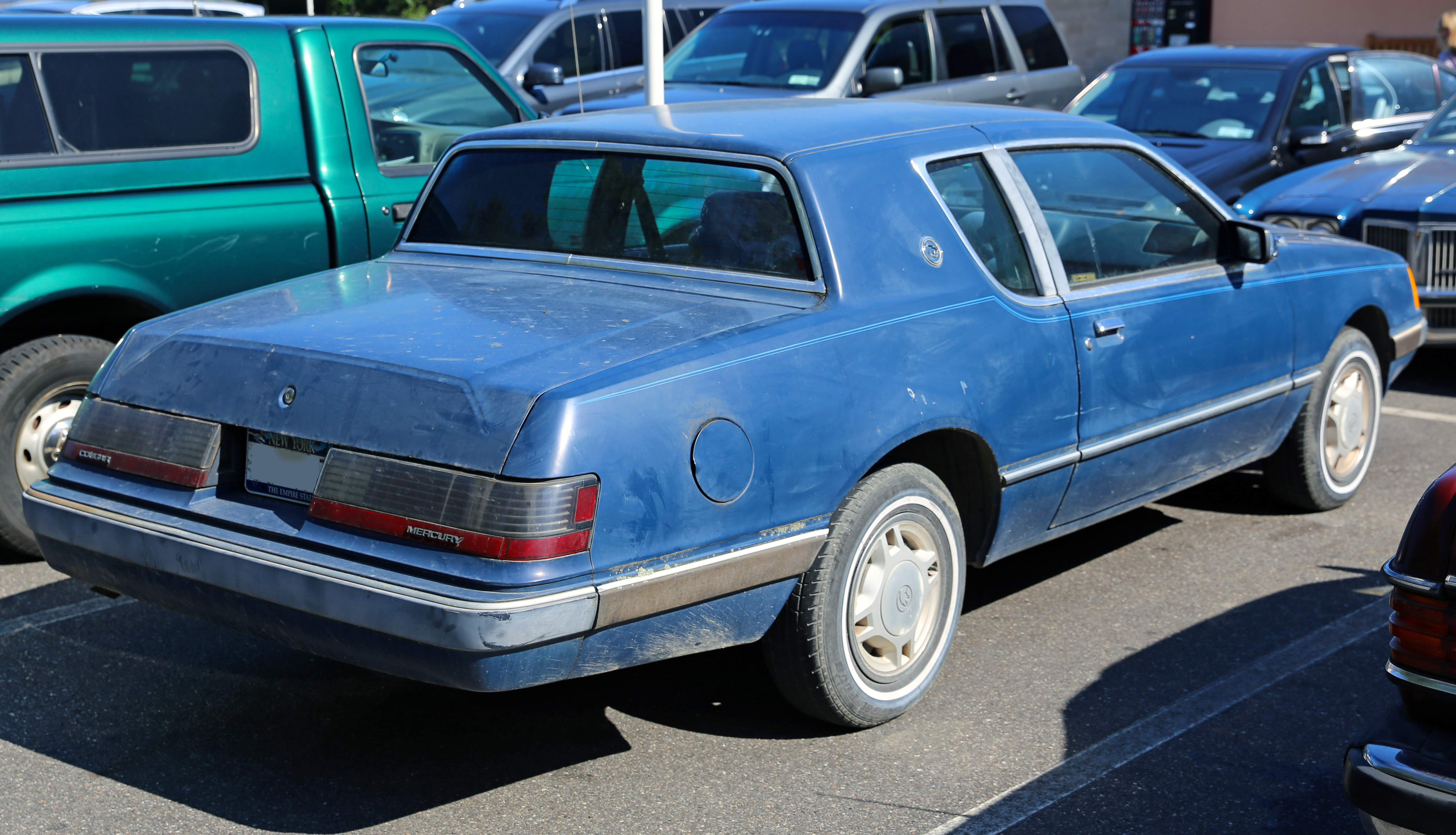
Heckansicht
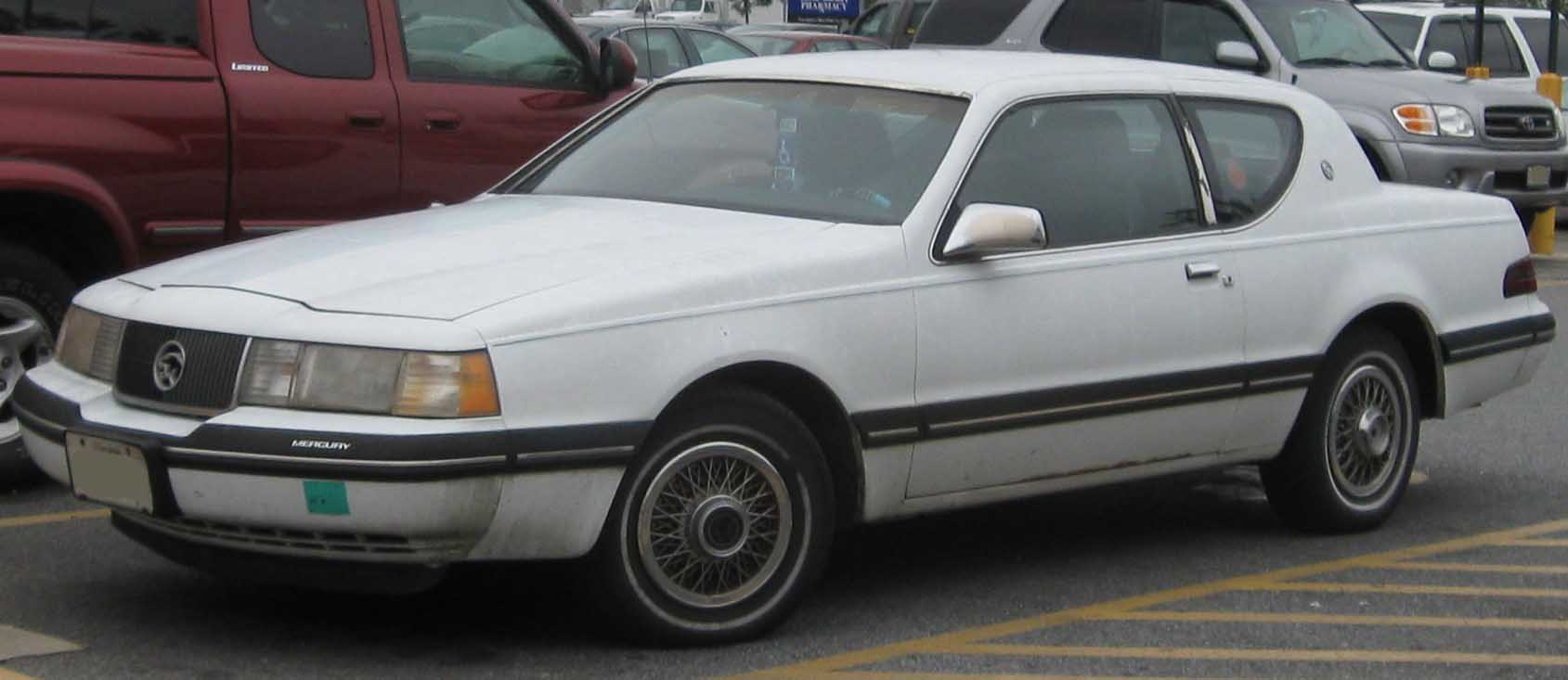
Cougar (1986–1988)
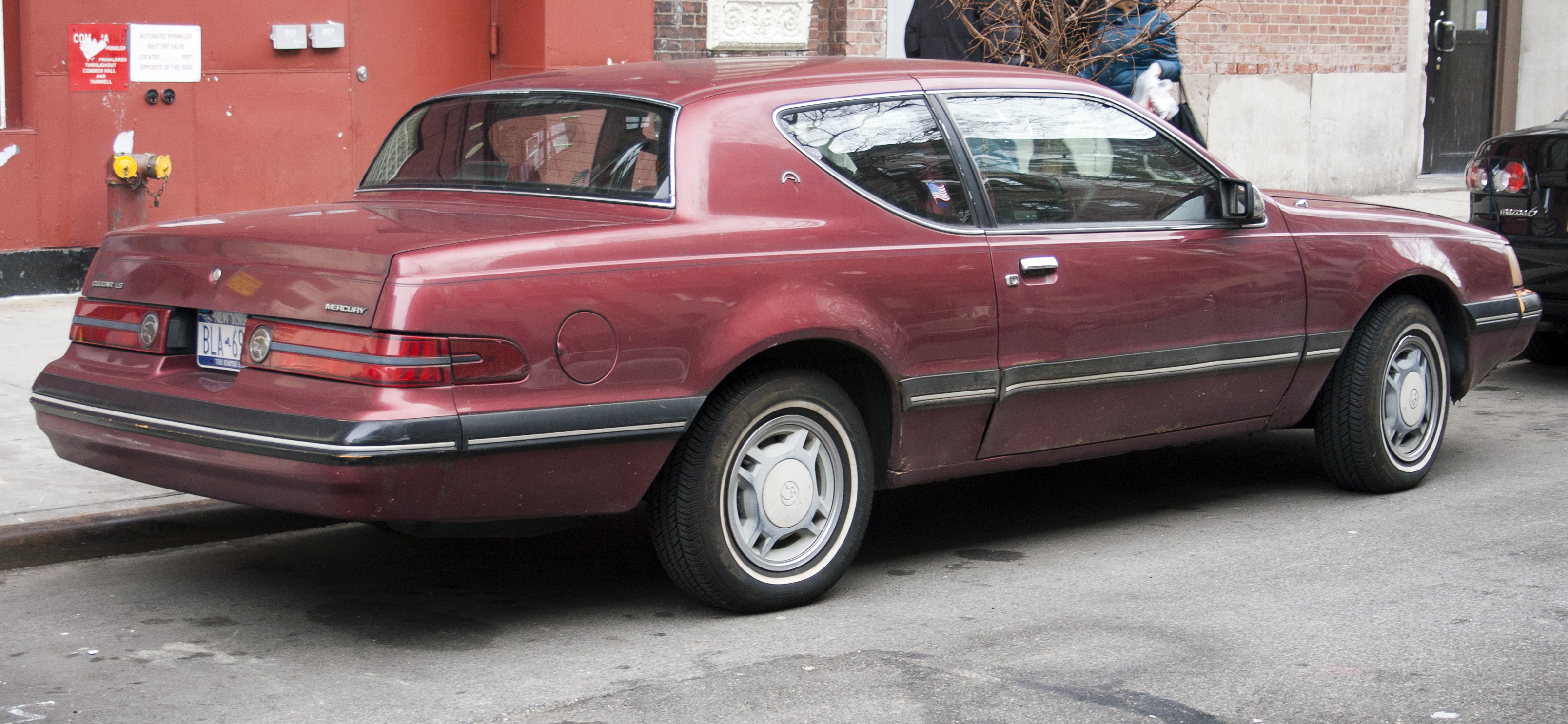
Heckansicht

## 7. Generation (1989–1997)
Ende 1988 lancierte Mercury, parallel zum neuen Ford Thunderbird, wiederum einen völlig neuen Cougar mit Hinterradantrieb.
Der Radstand wuchs um gut 20 cm, während die Länge um einige Zentimeter kürzer ausfiel. Das Design war mit weniger steil stehenden C-Säulen und dem Verzicht auf die hochgezogenen hinteren Seitenscheiben konventioneller gehalten als beim Vorgänger. Den Antrieb übernahm der aus dem Vorgänger bekannte 3,8-Liter-V6, den es in Saugversion und neu als Kompressor-Variante gab, während der V8 nicht mehr erhältlich war. Für das Modelljahr 1991 erfolgte ein kleines Facelift und der Kompressor-V6 wurde durch eine Hochleistungsvariante des 4,9-Liter-V8 ersetzt. 1993 gab es wieder ein Facelift, bei dem unter anderem der Grill geändert wurde; das Mercury-Emblem war jetzt mit Chrom umrandet.
Ab 1994 kam statt des 4,9-Liters eine Version des neuen „modularen“ 4,6-Liter-V8 zum Einsatz. 1995 folgte ein größeres Facelift mit kleinerem Kühlergrill, geänderten Scheinwerfern und Detailretuschen.
Bis zur Einstellung der Produktion im Sommer 1997 entstanden von dieser Cougar-Generation 561.838 Stück.
In den 1990er-Jahren kamen die Personal luxury cars aus der Mode. Die Verkaufszahlen gingen zurück, ein Modell nach dem anderen wurde eingestellt. Wegen der gesunkenen Marktchancen wurden der Cougar und der Thunderbird 1997 aufgegeben. Der luxuriöse Lincoln Mark VIII wurde noch ein Jahr länger gebaut. Seit 1998 bietet die Ford Motor Company kein großes Coupé mehr an.

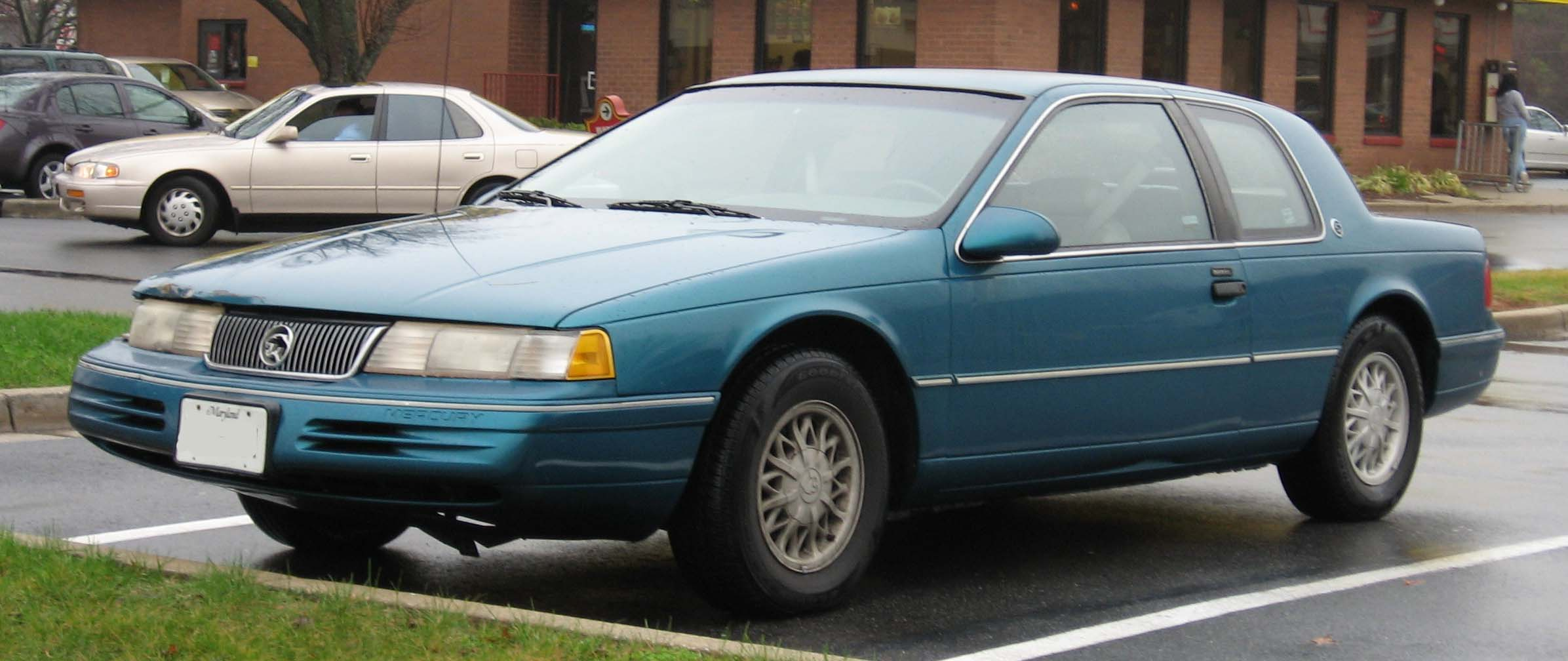
Mercury Cougar XR7 (1990–1993)
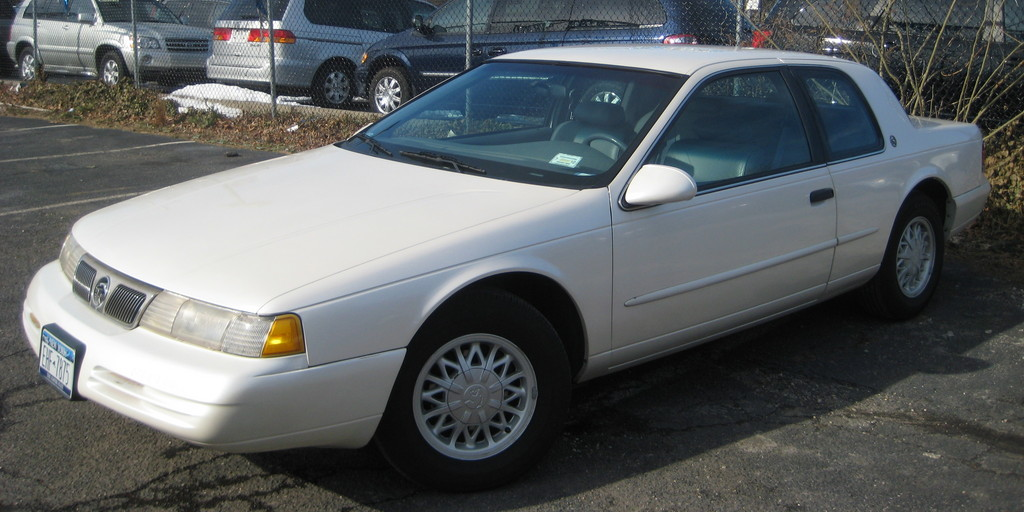
Mercury Cougar XR7 (1993–1995)
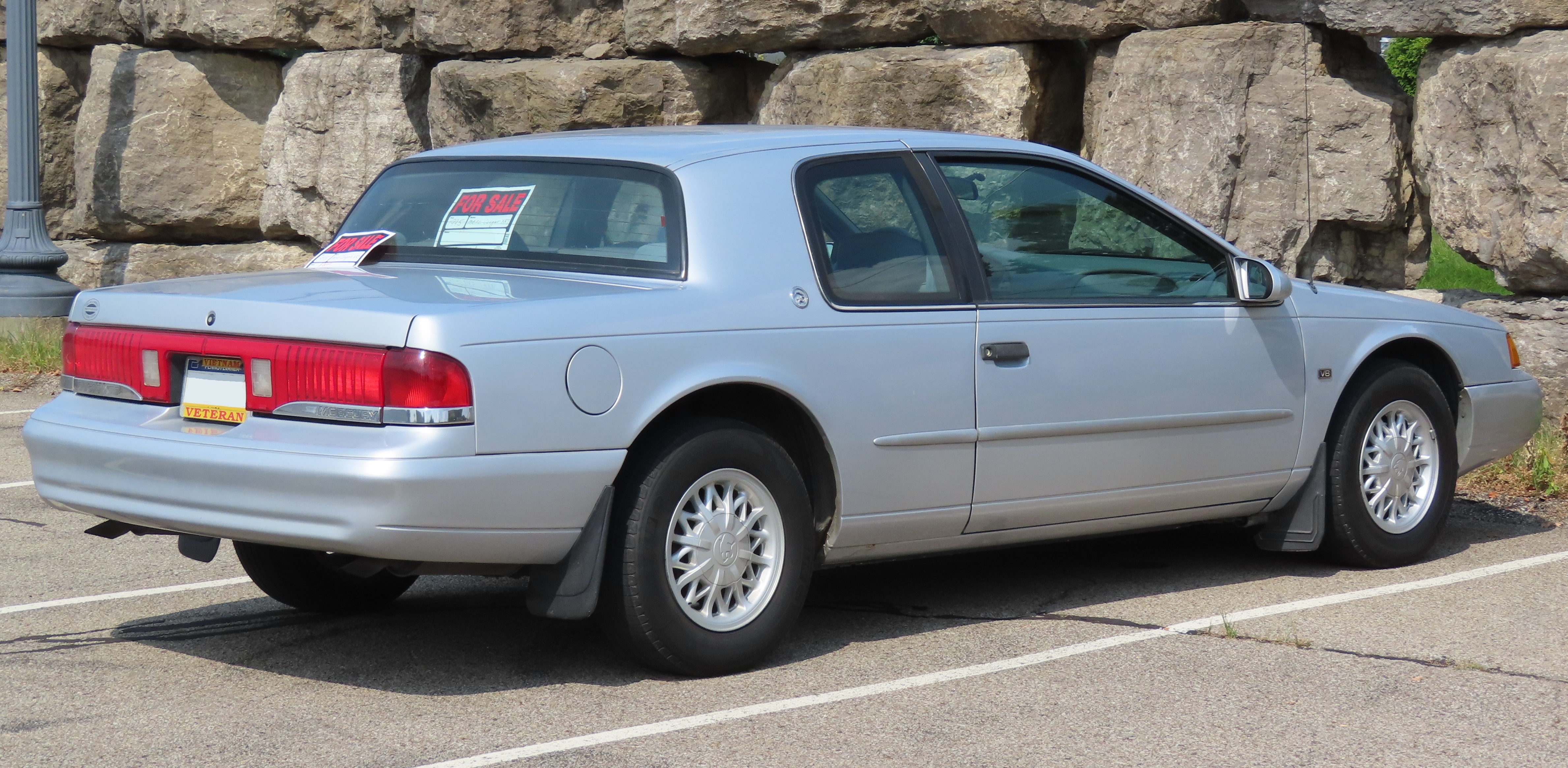
Heckansicht
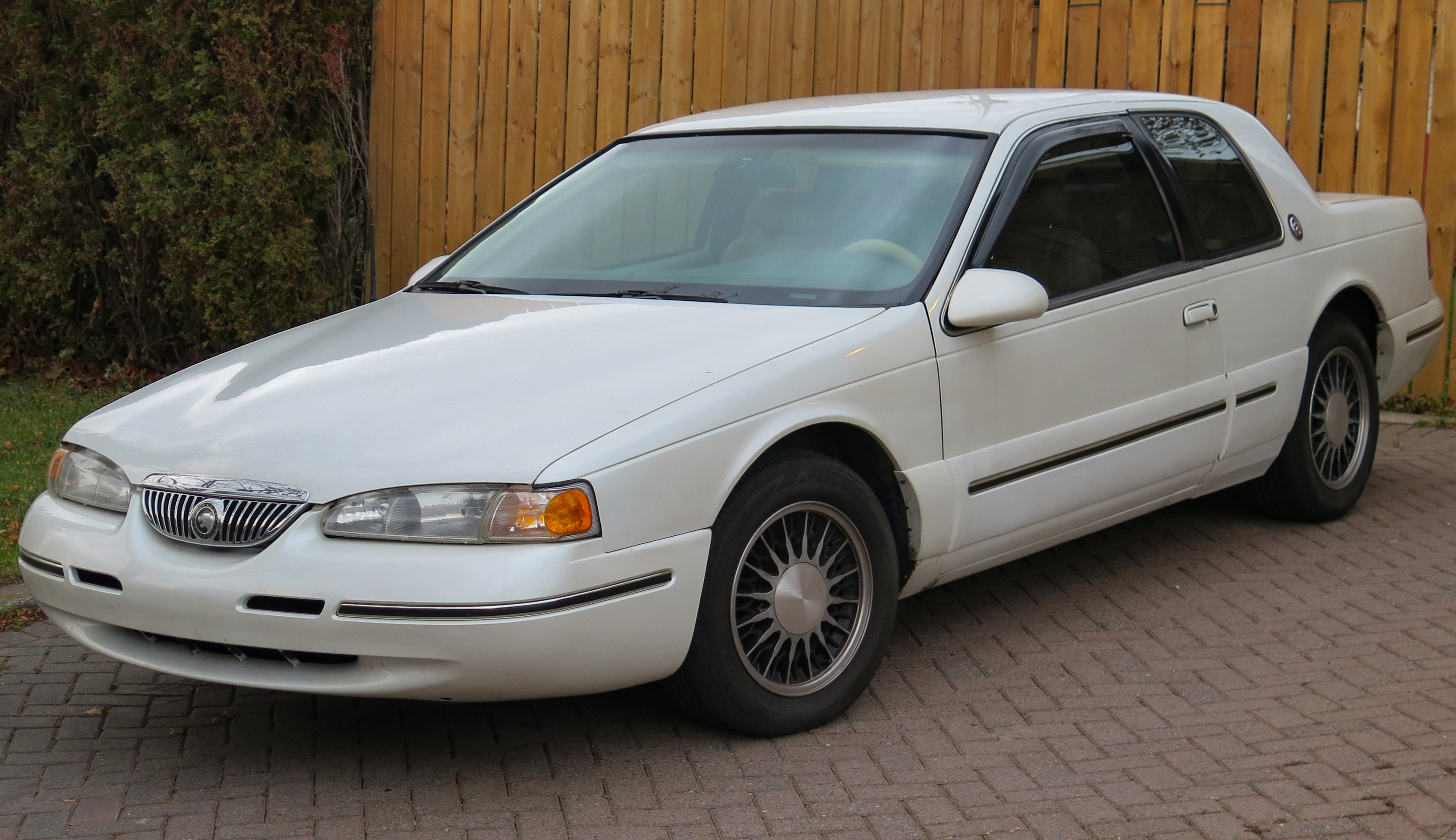
Mercury Cougar XR7 (1995–1997)

## 8. Generation (1998–2002)

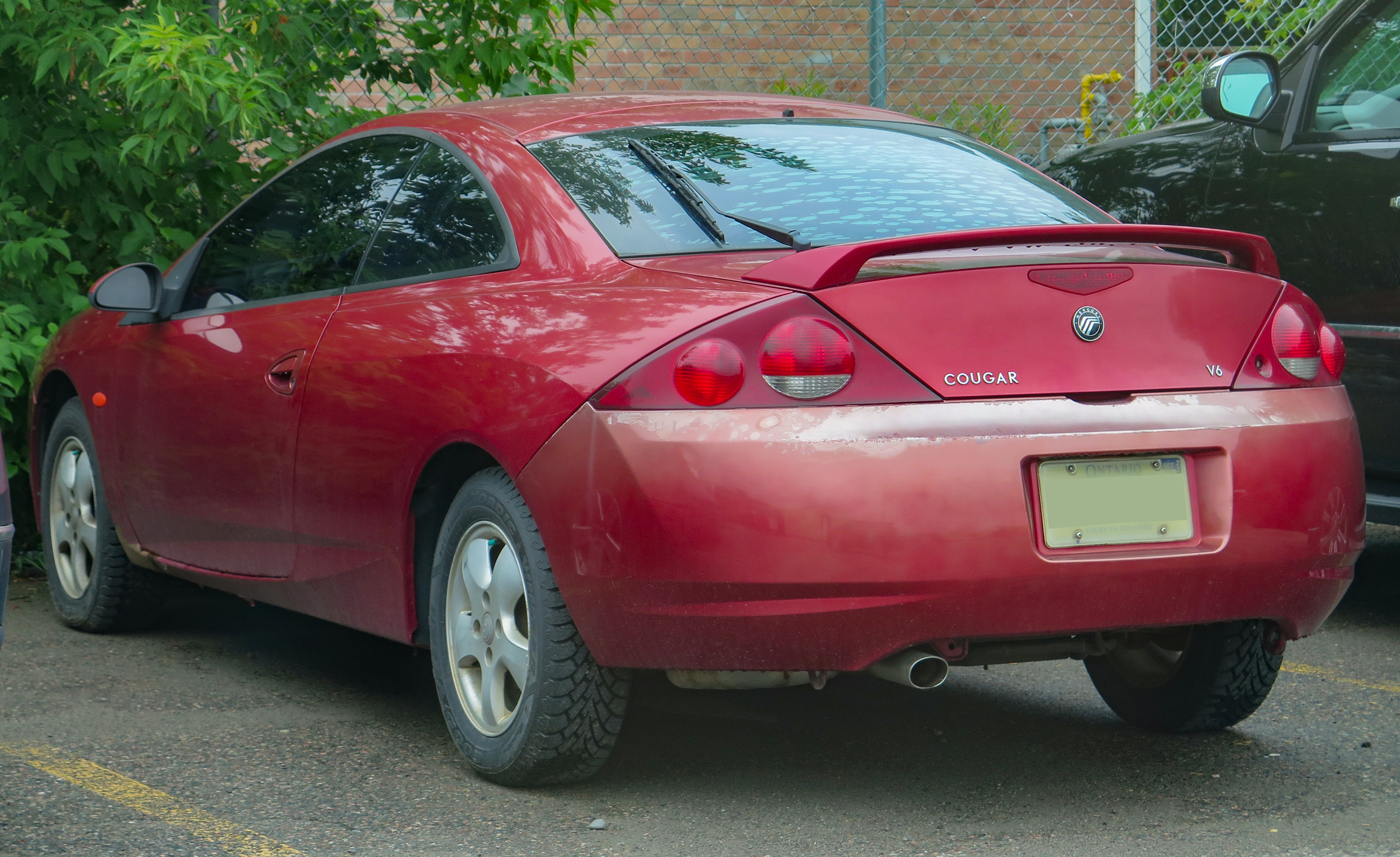
Heckansicht

Am 7. Mai 1998 erschien auf Basis des Mercury Mystique ein völlig neues Cougar-Sportcoupé mit Frontantrieb im sogenannten New-Edge-Design. Gefertigt wurde das Coupé ab Frühjahr 1998 in dem Gemeinschaftswerk AAI (Auto Alliance International, einem Joint Venture zwischen Ford und Mazda) in Flat Rock, Michigan (USA). Dieses sehr viel kleinere und leichtere Fahrzeug wurde ab Herbst 1998 in Europa auf Grund der mangelnden Infrastruktur von Mercury als Ford Cougar angeboten. Angetrieben wurde der Wagen wahlweise von einem Zweiliter-Zetec-Vierzylinder oder einem 2,5-Liter-Duratec-V6 mit 24 Ventilen. Der Cougar wurde entweder mit einem vollsynchronisierten (MTX 75) Fünfgang-Schaltgetriebe oder optional beim V6 mit einer (CD4E) Viergang-Automatik mit elektronischer Regelung angeboten.
Nach mehr als 230.000 produzierten Fahrzeugen lief das letzte Exemplar am 30. August 2002 vom Band.
|                              | 2.0 16V                       | 2.5 24V                         | 2.5 24V (Automatik)             |
| ---------------------------- | ----------------------------- | ------------------------------- | ------------------------------- |
| Motor                        | Zetec                         | Duratec                         | Duratec                         |
| Zylinder/Ventile             | R4/16                         | V6/24                           | V6/24                           |
| Hubraum                      | 1988 cm³                      | 2544 cm³ (ab 06.2000: 2495 cm³) | 2544 cm³ (ab 06.2000: 2495 cm³) |
| Leistung                     | 96 kW (130 PS) bei 5600 min−1 | 125 kW (170 PS) bei 6250 min−1  | 125 kW (170 PS) bei 6250 min−1  |
| Drehmoment (Nm/min−1)        | 178 Nm bei 4000 min−1         | 220 Nm bei 4250 min−1           | 220 Nm bei 4250 min−1           |
| Antrieb                      | Frontantrieb                  | Frontantrieb                    | Frontantrieb                    |
| 0–100 km/h                   | 10,3 s                        | 8,6 s                           | 10,4 s                          |
| Höchstgeschwindigkeit (km/h) | 209                           | 225                             | 206                             |
| Verbrauch (l/100 km)         | 8,5 l Super                   | 9,5 l Super                     | 10,0 l Super                    |
| Gewicht (kg) nach EG-Norm    | 1315                          | 1390                            | 1410                            |
| CO2-Emission                 | 202 g/km                      | 228 g/km                        | 240 g/km                        |
| Bauzeit                      | 1998–2002                     | 1998–2002                       | 1998–2002                       |